# Hans Kundt
Hans Kundt (Neustrelitz, 28 febbraio 1869 – Lugano, 30 agosto 1939) è stato un generale tedesco.
Naturalizzato boliviano nel 1921 ricoprì più volte l'incarico di capo di stato maggiore dell'esercito e anche di Ministro della guerra (1927-1930). Come comandante in capo guidò l'esercito durante la guerra del Chaco (1932-1935) al termine della quale rientrò in Europa per stabilirsi in Svizzera, vicino al Lago Maggiore.

## Biografia
Nacque a Neustrelitz (Granducato di Meclemburgo-Strelitz) il 28 febbraio 1869, in una famiglia di forti tradizioni militari, e si arruolò nell'esercito tedesco il 7 marzo 1888. Entrato in servizio nel 4. Thüringische Infanterie-Regiment Nr. 72 dell'esercito prussiano, fu nominato Portepeefähnrich il 15 ottobre e Sekondeleutnant il 21 settembre 1889. Tra il 1 ottobre 1893 e il 15 settembre 1896 ricoprì il ruolo di aiutante di campo presso il comando del distretto militare di Naumburg (Saale).
Dopo aver seguito per tre anni i corsi della Scuola di guerra (Kriegsakademie) il 20 maggio 1897 entrò in servizio, con il grado di Premierleutnant, presso l'Infanterie-Regiment "Vogel von Falckenstein" (7. Westfälisches) Nr. 56. Distaccato per un anno presso il Generalstab dell'esercito a Berlino, vi rimase poi fino al 22 maggio 1902 quando, promosso Hauptmann, fu trasferito presso lo Stato maggiore del XII Armee-Korps con quartier generale a Danzica.
Nel 1908, con il grado di Major, arrivò in Bolivia durante il primo governo del presidente Ismael Montes Gamboa come membro di una missione militare tedesca che doveva addestrare l'esercito locale. Intrecciò eccellenti relazioni con le autorità civili e militari boliviane, acquisendo fama di grande amministratore e ottimo ufficiale addestrativo; nel 1911, sotto il governo del presidente Eliodoro Villazón Montaño, dette avvio alla riorganizzazione dell'esercito sul modello di quello prussiano.
Dopo lo scoppio della prima guerra mondiale ritornò in Germania, assumendo il comando di un reggimento della Landwehr sul fronte orientale: combatté in Polonia e Galizia, ottenendo la promozionea Oberstleutnant il 19 agosto 1914. Fu capo di stato maggiore del X Corpo d'armata della riserva tra il 30 giugno e il 29 novembre 1915, per passare quindi al comando del 1º Reggimento granatieri della guardia "Kaiser Alexander" il 2 gennaio 1917.
Promosso Oberst il 2 aprile dello stesso anno, il 3 gennaio 1918 assunse il comando della 42. Infanterie-Brigade, mantenendolo fino all'8 settembre 1918. Dopo la firma dell'armistizio, il 20 gennaio 1919 riassunse il comando del Kaiser Alexander-Garde-Grenadier-Regiment Nr. 1, mantenendolo fino al suo scioglimento; passò poi, il 1º gennaio 1920, al comando del distretto militare di Glogau e nell'aprile dello stesso anno fu riassegnato alla riserva ufficiali con il grado di Generalmajor.
Nel 1921 ritornò in Bolivia come civile ma subito fu nominato Capo di stato maggiore dell'esercito con il grado di Generalleutnant. Acquisita la nazionalità boliviana, riprese la riorganizzazione dell'esercito iniziata nel 1911, diventando rapidamente popolare tra i soldati perché, sul modello delle forze armate prussiano, curava molto il loro benessere. Iniziato un programma di ammodernamento dei materiali in dotazione, nel 1927 fu nominato Ministro della guerra dal presidente Bautista Saavedra Mallea. Alla metà del 1930 cercò di influenzare gli ufficiali dell'esercito per favorire la rielezione del presidente Hernando Siles Reyes e perciò, quando questi fu rovesciato, fu costretto ad andare in esilio: si trasferì allora in Cile e divenne istruttore dell'esercito locale, studiando il teatro operativo della Patagonia nell'eventualità di un conflitto con l'Argentina.

### La guerra del Chaco
Il 15 giugno 1932 truppe boliviane occuparono lo strategico avamposto paraguayano di Carlo Antonio Lopez, posto nelle vicinanze di una delle principali fonti d'acqua del territorio del Chaco: un soldato paraguayano rimase ucciso e cinque caddero prigionieri. La reazione paraguayana fu estremamente rapida e portò alla rioccupazione della posizione perduta, ma fu l'avvio della guerra aperta tra i due paesi. Verso la fine dell'anno la dirigenza boliviana richiamò urgentemente Kundt, che arrivò dal Cile via Lima in ferrovia e il 5 dicembre venne nominato Capo di stato maggiore dell'esercito al posto del generale Filiberto Osorio. Tuttavia, a dispetto della superiorità numerica e della disponibilità di armamenti moderni, l'esercito boliviano non riuscì a prevalere. L'uso degli attacchi frontali contro postazioni ben difese (tipico della prima guerra mondiale), la mancanza di coordinamento tra l'esercito e l'aviazione, le gravi carenze logistiche e il deficiente servizio di ricognizione portarono i boliviani a subire numerose sconfitte, con gravi perdite di uomini e mezzi.
Dopo le pesanti sconfitte nella campagna di Nanawa e della battaglia di Campo Via il presidente Daniel Salamanca Urey lo destituì dal comando, e lo rimpiazzò con il colonnello Enrique Peñaranda del Castillo. Il 30 novembre 1934, dopo la disfatta di El Carmen, Salamanca destituì definitivamente Peñaranda e gli affidò nuovamente il comando supremo dell'esercito. Kundt procedette a rimuovere con truppe a lui fedeli il colonnello Peñaranda del Castillo, e quindi cercò di rivitalizzare le truppe ormai prossime al totale cedimento.
Dopo la sconfitta di Yrendagué le truppe boliviane abbandonarono definitivamente il Chaco e con la deposizione del presidente Salamanca, sostituito dal Vicepresidente José Luis Tejada Sorzano, egli venne nuovamente destituito dal comando e praticamente posto agli arresti domiciliari nella sua casa.  Nell'aprile 1935 l'esercito paraguayano penetrò in territorio boliviano e, nel giugno successivo, fu firmato il trattato di pace che assegnava definitivamente il territorio del Chaco al Paraguay. Lasciata definitivamente la Bolivia nel primo trimestre del 1936, Kundt si stabilì per poco tempo in Germania e poi si trasferì a Minusio, in Svizzera. Si spense a Lugano il 30 agosto 1939.

### La valutazione degli storici
Nonostante avesse dimostrato eccellenti qualità di amministratore e di istruttore, e si preoccupasse del benessere delle truppe al suo comando, non si rivelò un buon comandante sul campo di battaglia. Rimasto legato alle tattiche della prima guerra mondiale, preferì gli attacchi frontali alla guerra di movimento e invece di penetrare rapidamente nel Chaco con le truppe suddivise in colonne mobili, optò per una capillare, ma dispersiva, occupazione del territorio conquistato. Nonostante avesse steso i piani operativi per l'occupazione del Chaco fin dagli anni venti, non visitò né familiarizzò mai con il territorio conteso; inoltre, fu sempre riluttante a dipendere dai suoi sottoposti boliviani, preferendo supervisionare direttamente tutte le operazioni militari in corso. Secondo il piano iniziale la guerra si doveva trasformare in una trionfale e incontrastata avanzata in tutta la regione dalle truppe boliviane, superiori per numero e mezzi all'esercito paraguayano.

## Pubblicazioni
- Prescripciones para el tiro con cartuchos de guerra, para los cuerpos armados con fusil y carabina, que regirán desde la fecha, Intendencia de Guerra, La Paz, 1923.
- Campaña del Chaco, el general Hans Kundt, comandante en jefe del Ejército en Bolivia, con Raúl Tovar Villa, Editorial Don Bosco, La Paz, 1961.

### Annotazioni
1. ↑  Suo fratello Jasper Kundt (1872–1940) fu un generale di brigata dell'esercito tedesco; la sorella Marie Kundt ricoprì il posto di direttrice dell'Accademia d'arte fotografica di Lette.
2. ↑  Gli altri componenti della missione militare erano cinque ufficiali e tredici sottufficiali.
3. ↑  Tale programma fu portato avanti nel corso degli anni venti e furono studiati piani operativi per l'occupazione definitiva del Chaco.
4. ↑  Tra il 3 e l'11 settembre l'esercito boliviano lamentò la perdita di oltre 9 000 soldati (2 600 caduti sul campo e 7 500 fatti prigionieri), 8 000 fucili, 536 mitragliatrici, 25 mortai e 20 pezzi d'artiglieria.
5. ↑  Aveva già tentato di sostituirlo il 27 novembre con il generale Lanza, ma Peñaranda, appoggiato dal colonnello German Bush (già comandante in capo dell'esercito boliviano) aveva circondato la villa dove si trovava Salamanca e l'aveva costretto a riconfermarlo.

### Fonti
1. ↑  Brockmann 2007, p. 379.
2. 1 2 3 4 5 6 7  Farcau 1996, p. 87.
3. ↑  Broucek 1983, p. 473.
4. ↑  Schmidt, Philipps 1905, p. 134.
5. ↑  De La Pedraja 2006, p. 335.
6. ↑  Lehman 1999, p. 71.
7. ↑  Wegmann, Wegnar 1992, p. 17.
8. 1 2  Stoker 2007, p. 26.
9. ↑  De La Pedraja 2006, p. 329.
10. ↑  De La Pedraja 2006, p. 331.
11. ↑  De La Pedraja 2006, p. 342.
12. ↑  De La Pedraja 2006, p. 348.
13. ↑  Brockmann 2007, p. 397.
14. ↑  Brockmann 2007, p. 381.
15. ↑  Brockmann 2007, p. 382.
16. ↑  Brockmann 2007, p. 389.
17. ↑  Brockmann 2007, p. 390.
18. ↑  Farcau 1996, p. 160.